# 桃原遥
桃原 遥（とうばる はるか、1986年7月12日 - ）は、日本の女優、モデル。
沖縄県出身。有限会社ジー・ジープロモーション所属。

## 略歴
- 2008年、沖縄のローカルヒーロー番組、『琉神マブヤー』のヒロイン・福地紅亜（ふくち くれあ）役を演じ、知名度を上げる。
- カナイおよびマブヤー役は2009年に放送された『琉神マブヤー外伝 SO!ウチナー』[1]から変更されたが、2013年現在、『外伝』及び、『1972レジェンド』を除く全作品に出演している。
- 2013年9月28日、お笑い芸人として活動しているパーラナイサーラナイの知念臣悟との結婚記者会見が沖縄セルラースタジアムで行われ、多数の沖縄県内メディアが詰め掛けた。

## 出演

### テレビドラマ
- オキナワノコワイハナシ2008[2]（2008年8月16日、琉球放送）
- 琉神マブヤー（2008年10月4日 - 12月27日、琉球放送） - 福地紅亜 役
- 琉神マブヤー2（2010年10月2日 - 12月25日、琉球放送） - 福地紅亜 役
- 琉神マブヤー3（2011年10月1日 - 12月24日、琉球放送） - 福地紅亜 役
- FE ファーイースト 序章（2013年4月22、29日、琉球放送） - 宮城佐伊里 役
- 琉神マブヤー4（2013年10月5日 - 12月28日、琉球放送） - 福地紅亜 役
- 琉神マブヤー5（2015年10月4日 - 12月26日、琉球放送） - 福地紅亜 役
- 琉球トラウマナイトレジェンド2017 「逆立ち幽霊」（2017年6月13日、沖縄テレビ）[3]

### 映画
- 風之舞（2007年）
- サーダカー（2008年）
- ニライの丘 〜A Song of Gondola〜（2010年）
- 琉神マブヤーTHE MOVIE 七つのマブイ（2012年、アスミック・エース） - 車を運転する女性 役
- こころ、おどる（2015年） - メグ 役[4]

### バラエティ番組
- ガールズ10Q（琉球朝日放送）

### CM
- 「Honda Cars 沖縄」
- 「総合衣料マルエー」(沖縄の衣料品スーパー)
- 「サッポロ 麦&レモン」